# Награда Лаза К. Лазаревић
Награда „Лаза К. Лазаревић” је традиционална награда Културног центра Шабац за најбољу необјављену приповетку на српском језику. 

## О награди
Награда, у част родоначелника модерне српске приповетке и знаменитог шабачког лекара Лазе К. Лазаревића, установљена је 1992. Награду је установио Дом културе „Вера Благојевић” (данас: Културни центар Шабац) на предлог Бранка Исаиловића, професора књижевности, поводом обележавања тридесет година постојања Дома културе. 
Награда се додељује на конкурсу за најбољу необјављену приповетку на српском језику, а састоји се од новчаног износа (500 евра у динарској противвредности) и плакете. Конкурс се од 2019. спроводи у оквиру ширег пројекта „Лазина кућа за писце”. По мотивима награђених приповедака снимају се кратки експериментални филмови у продукцији Културног центра Шабац.

## Остало
Од 2023. поред главне награде додељује се и награда под називом „Први пут”, за први рукопис аутора до 30 година који нису никада објављивали. Награду чине плакета и новчани износ (300 евра у динарској противвредности). Прва добитница је Тамара Сокић, за приповетку „Илузија”.

## Списак добитника
| Година | Добитник                  | Дело                                                                 | Реф.   |
| ------ | ------------------------- | -------------------------------------------------------------------- | ------ |
| 1993.  | Душан Гојков              | „Сидонско позориште”                                                 | [ 3 ]  |
| 1994.  | Миле Радовановић          | „Дневник проклете приче”                                             | [ 3 ]  |
| 1995.  | Петар В. Арбутина         | „Брод источне воде на таласу месечине”                               | [ 3 ]  |
| 1996.  | Предраг Радоњић           | „Откровење”                                                          | [ 3 ]  |
| 1997.  | Владимир Лазаревић        | „О посматрачима”                                                     | [ 3 ]  |
| 1998.  | Милан Дачовић             | „Из дневника о срушеној кући”                                        | [ 3 ]  |
| 1999.  | Богислав Марковић         | „Пешчани сат”                                                        | [ 3 ]  |
| 2000.  | Емилија Миловановић       | „Стара српска кућа”                                                  | [ 3 ]  |
| 2001.  | Радосав Стојановић        | „Марта на одру”                                                      | [ 3 ]  |
| 2002.  | Микица Илић               | „Сеобе Стефана Штиљановића”                                          | [ 3 ]  |
| 2003.  | Ноел Путник               | „Зграда поред пута”                                                  | [ 3 ]  |
| 2004.  | Небојша Новаковић         | „Врећице с песком”                                                   | [ 4 ]  |
| 2005.  | Маријана Чанак            | „Исповест између неколико лажи”                                      | [ 4 ]  |
| 2006.  | Драгана Младеновић        | „Прича”                                                              | [ 4 ]  |
| 2007.  | Слободан Бубњевић         | „Напредак једног возача”                                             | [ 4 ]  |
| 2008.  | Вања Никович              | „Јутро кад је небо свирало блуз”                                     | [ 4 ]  |
| 2009.  | Срђан Срдић               | „Slow divers”                                                        | [ 4 ]  |
| 2010.  | Јелена Јовановић          | „Како преживети када вас дечко остави и оде у Америку (у 50 корака)” | [ 4 ]  |
| 2011.  | Милош Јововић             | „Pluralia Tantum”                                                    | [ 5 ]  |
| 2012.  | Саша Стојановић           | „Крај револуције”                                                    | [ 5 ]  |
| 2012.  | Миленко Пајић             | „15,25 повратак”                                                     | [ 5 ]  |
| 2013.  | Бојан Марјановић          | „Смрт човека са црвеном косом”                                       | [ 5 ]  |
| 2014.  | Мирко Јовановић           | „Абел”                                                               | [ 5 ]  |
| 2015.  | Милутин Ж. Павлов         | „Слика Едварда Мунка у кући мога брата”                              | [ 5 ]  |
| 2016.  | Жељко Марковић            | „Фабијанов пријатељ”                                                 | [ 6 ]  |
| 2017.  | Александар М. Арсенијевић | „Пасакаља за учитеља - молска жизан и дурска смрт Паола Каватинија”  |        |
| 2018.  | Александра Ђуричић        | „Сасвим обичан дан”                                                  | [ 7 ]  |
| 2019.  | Маријана Чанак            | „Четири бразготине на телу, једна у земљи”                           | [ 8 ]  |
| 2020.  | Марија Ратковић           | „Амбис”                                                              | [ 9 ]  |
| 2021.  | Марија Kртинић Вецков     | „Успомена из Сокобање”                                               | [ 10 ] |
| 2022.  | Бојан Кривокапић          | „У оцу се скупља вода”                                               | [ 11 ] |
| 2023.  | Душан Радаковић           | „Скок”                                                               | [ 12 ] |